# Rokytnice u Slavičína
Rokytnice, bis 1923 Roketnice (deutsch: Roketnitz) ist eine Gemeinde in Tschechien. Sie liegt vier Kilometer südöstlich von Slavičín und gehört zum Okres Zlín.

## Geographie
Rokytnice befindet sich im Nordwesten der Weißen Karpaten auf dem Gebiet des Naturparks CHKO Bílé Karpaty. Das Dorf erstreckt sich im Tal der Rokytenka. Nordöstlich erheben sich die Vrchy (461 m), im Osten die Rovně (431 m) und Na Nivách (512 m), südöstlich der Kamenec (423 m), im Süden die Smolenka (632 m), südwestlich die Kozice (512 m), im Westen die Bukovina (473 m) sowie nordwestlich die Ploštiny (477 m). Nördlich des Dorfes verläuft die Wlarabahn, die Bahnstation Slavičín liegt in anderthalb Kilometer Entfernung von Rokytnice.
Nachbarorte sind Hrádek na Vlárské dráze, Divnice und Bohuslavice nad Vláří im Norden, Rokytenka und Popov im Nordosten, Jestřabí und Velíková im Osten, Šebák und Valentová im Südosten, Kochavec, Jabloní und Šanov im Süden, Pod Zbytkem und Hostětín im Südwesten, Kolelač und Vasilsko im Westen sowie Rudimov im Nordwesten.

## Geschichte
Die erste schriftliche Erwähnung des zur Burg Brumov gehörigen Dorfes erfolgte im Jahre 1503. Besitzer waren zu dieser Zeit die Podmanický von Podmanín. Die Bewohner von Rokytnice lebten neben der Landwirtschaft von der Beschneiderei; ein Großteil der Männer zog als miškář durch Mähren, Böhmen oder auch das Ausland um das Nutzvieh zu kastrieren. Im Jahre 1834 bestand in Rokytnice eine Brennerei sowie zwei Wassermühlen. Bis zur Mitte des 19. Jahrhunderts blieb Rokytnice der Herrschaft Brumov untertänig.
Nach der Aufhebung der Patrimonialherrschaften bildete Roketnice/Roketnitz ab 1850 eine Gemeinde in der Bezirkshauptmannschaft Uherský Brod. 1893 erfolgte die Gründung einer Freiwilligen Feuerwehr. Beim Großbrand von 1905 wurden 33 Häuser zerstört. Der heutige Name Rokytnice ist seit 1924 gebräuchlich. 1949 wurde die Gemeinde dem Okres Valašské Klobouky zugeordnet. Nach dessen Aufhebung kam Rokytnice Ende 1960 zum Okres Gottwaldov. 1976 wurde die Ansiedlung Kochavec vom Kataster Jestřabí abgetrennt und Rokytnice zugeschlagen. Zwischen 1980 und 1999 war Rokytnice nach Slavičín eingemeindet. Seit Beginn des Jahres 2000 bildet Rokytnice eine eigene Gemeinde.

## Gemeindegliederung
Die Gemeinde Rokytnice besteht aus den Ortsteilen Kochavec (Kuchawetz) und Rokytnice (Roketnitz).

## Sehenswürdigkeiten
- Kapelle der hl. Anna, erbaut 1937–1938 anstelle eines hölzernen Glockenturmes aus dem Jahre 1850
- Betsäule zwischen zwei Linden, an der Schule. Einer der beiden Bäume, eine 300-jährige Sommerlinde, ist seit 2001 als Baumdenkmal geschützt. Sie hat einen Stammumfang von 4,33 m.
- Statue des hl. Johannes von Nepomuk, am Dorfanger
- Kapelle der hl. Kyrill und Method in Kochavec, erbaut 1998 anstelle eines Vorgängerbaus
- Jagdschlösschen Kochavec, auf einer Waldlichtung über dem Tal des Zelenský potok

## Söhne und Töchter der Gemeinde
- Karol Goláň (1895–1961), slowakischer Historiker, Vorsitzender der Slowakischen historischen Gesellschaft
- Jan Jaroslav Králík (1924–1999), Maler und Graphiker